# Ivar Seth
Ivar Otto Reinhold Seth, född den 31 maj 1910 i Stockholm, död där den 31 juli 1977, var en svensk historiker och skolman. 
Seth avlade studentexamen 1928, filosofisk ämbetsexamen vid Stockholms högskola 1933 och filosofie licentiatexamen 1942. Han promoverades till filosofie doktor 1952. Seth var lärare vid Olofskolan i Stockholm 1937–1941, vid Sigtunastiftelsens humanistiska läroverk 1941–1945, adjunkt där 1945–1948, lektor där 1948–1953 och vid Bromma högre allmänna läroverk 1953–1971. Med tjänstledighet från lektoratet var han rektor vid högre allmänna läroverket i Karlstad 1954–1966, vid Sundstagymnasiet i Karlstad 1966–1969 och vid Sigtunastiftelsens humanistiska läroverk 1969–1971. Sth var sekreterare i Historielärarnas förenings riksorganisation 1948–1955, vice ordförande där 1961–1971, redaktör för dess årsskrift 1948–1970 och för dess skriftserie från 1955. Han var ordförande i Föreningen Nordens Värmlandskrets 1955–1968 och ledamot av Karlstads stadsfullmäktige som representant för Högerpartiet 1959–1962. Seth blev riddare av Nordstjärneorden 1963. Han vilar i sin familjegrav på Norra begravningsplatsen utanför Stockholm.